# «Спасибо», Ева!

«„Спасибо“, Ева!» — продюсерский проект в русскоязычном сегменте YouTube, объединявший популярных видеоблогеров и финансировавшийся из российских провластных фондов.

## История
В конце 2006 года однокурсники по Современной гуманитарной академии Юрий Дегтярёв и Артур Гальченко (более известный как Сэм Никель) начали выпускать на YouTube юмористические скетчи. На их канале My Duckʼs Vision Дегтярёв выполнял в основном функции сценариста, а Никель — актёра. Через какое-то время Дегтярёв познакомился с главой движения «Наши» и Росмолодёжи Василием Якеменко, от которого стал получать плату за создание роликов политической направленности. Затем Дегтярёв решил собрать под своим руководством популярных и перспективных видеоблогеров, что привело к созданию 8 марта 2011 года проекта «„Спасибо“, Ева!». Проект изначально планировалось создать под нужды РПЦ для скрытой пропаганды православия. Однако проект уже на старте перешёл под покровительство Росмолодёжи, но название оставили и позже название уже обыграли как саркастическую благодарность в адрес библейской Евы за изгнание из Эдема. Вступление в проект позволяло ютуберам получить статусы партнёров YouTube, что в том числе приносило доход от встроенной рекламы. Кроме того, они получали от проекта около 50—60 тысяч рублей за ролик. Через «„Спасибо“, Ева!» прошли видеоблогеры Руслан Усачев, Илья Мэддисон, Илья Прусикин, Данила Поперечный, Андрей Нифёдов и группа «Хлеб». Кроме того, в данном проекте участвовал неонацист Максим «Тесак» Марцинкевич, который создал интернет-мем про педофилов.

## Описание
Ютуберы, набравшие популярность (такие, как Сэм Никель, Руслан Усачев и Илья Мэддисон), получили в «„Спасибо“, Ева!» статус «святых», который в теории давал им возможность влиять на принятие ключевых для проекта решений. Менее популярные видеоблогеры этого проекта получали статус «апостолов». Дегтярёв, желая получить авторские права на создаваемый контент, поменял блогерам формат. Например, Руслан Усачев, ранее делавший критические обзоры на фильмы, занялся обзором твиттер-аккаунтов знаменитостей. Илья Прусикин снимал пародирующую детские кукольные передачи программу «Гаффи Гаф» и участвовал в большинстве выпусков «Великой Рэп Битвы», из которой самый просматриваемый выпуск с Прусикиным «Великая Рэп Битва! Сталин vs Павел Дуров» набрал более 7,7 миллионов просмотров. Данила Поперечный рисовал мультфильмы про Путина и Медведева в стиле «Бивиса и Баттхеда».

## Спонсирование
После того, как в 2012 году была взломана почта куратора проекта Кристины Потупчик, из переписки стало известно в том числе о спонсировании Росмолодёжью проекта «„Спасибо“, Ева!». Многие участники проекта высказали своё недовольство таким происхождением финансирования и вскоре покинули проект. Видео на одноимённом канале стали выходить реже, а после февраля 2017 года больше не публиковались. Дегтярёв заявлял, что уход блогеров объясняется прежде всего творческими причинами и что «„Спасибо“, Ева!» продолжает создавать видео для других каналов.
Самый известный ролик провластного рода назывался «Путин лапает избирательниц»: видеоблогер трогает тысячу девушек за грудь, а потом жмет руку Путину на форуме «Селигер».